# Teteoinnan Corona
La Teteoinnan Corona è una struttura geologica della superficie di Venere.